# 月請い 〜かこやかすれさけびし〜
『月請い 〜かこやかすれさけびし〜』（つきこい - ）は、2005年7月にリリースされた彩冷えるの通算5枚目のシングルである。発売元はSPEEDDISK。

## 解説
- 月請いのPVを収録したDVD付き。
- 5000枚限定発売シングル。

## 収録曲
1. 月請い
  - 作詞・作曲：涼平
  - 涼平が雛罠在籍時に発表した曲を再録したもの。
2. 音楽を下らぬ
  - 作詞・作曲：涼平
  - 同じく雛罠在籍時に発表した曲を再録したもの。